# Mathis Wernecke
Mathis Wernecke (* 2006 in Berlin) ist ein deutscher Schauspieler.

## Filmografie
- 2017: Polizeiruf 110 (Fernsehserie, 1 Episode)
- 2017: Sense8 (Fernsehserie, 1 Episode)
- 2017: SOKO Wismar (Fernsehserie, 1 Episode)
- 2018: Ihr seid natürlich eingeladen
- 2020: 18% Grey
- 2020: Spides (Fernsehserie, 1 Episode)
- 2020: Familie Bundschuh im Weihnachtschaos